# Оклесьна
Оклесьна (пол. Okleśna) — село в Польщі, у гміні Альверня Хшановського повіту Малопольського воєводства.
Населення — 953 особи (2011).
У 1975-1998 роках село належало до Краківського воєводства.

## Демографія
Демографічна структура станом на 31 березня 2011 року:
|          | Загалом | Допрацездатний вік | Працездатний вік | Постпрацездатний вік |
| -------- | ------- | ------------------ | ---------------- | -------------------- |
| Чоловіки | 500     | 81                 | 359              | 60                   |
| Жінки    | 453     | 70                 | 270              | 113                  |
| Разом    | 953     | 151                | 629              | 173                  |